# 鉀氬定年法
鉀 - 氬年代測定法（Potassium-Argon dating），簡稱鉀氬法、K-Ar測年（K-Ar dating），是在地質年代學和考古學中，利用放射性來測定年代的方法。它是利用鉀（K）的同位素會經由放射性衰變變成氬（Ar）的性質來測量。鉀是一種常見的元素，存在於在許多物質中，如雲母，粘土礦物，火山灰。40Ar存在於液態的岩石時，會因高溫和流體而逃脫至大氣中，但當岩石凝固（再結晶）時，40Ar便會依舊從40K衰變，並隨日子流逝而增加，而且無法逃脱出來。通過測量40K剩餘量的比例來計算從結晶到現在的時間長度。40K有很長半衰期，使用的方法能計算年齡長達幾千万年以致于上亿年的樣本。
在快速冷卻的熔岩中，由於冷卻過程很快的降低到鐵的居里溫度以下，使得鉀 - 氬年代測定法能夠以其為十分理想的樣品求出當時的磁場的方向和強度。由於這個方法十分理想，地磁極性的時間和尺度主要使用K-Ar測年來進行校準。

## 衰變過程
鉀元素（K）在自然界中存在3種同位素 - 39K（93.2581％）、40K（0.0117％）、41K（6.7302％），39K和41K是穩定的。
放射性同位素40K會衰變成40Ca或40Ar，其半衰期為1.248×109年。 有89.1％的機率會通過發射電子（負β衰變）轉換為穩定的40Ca。另外10.9％的機率會捕獲電子轉換為穩定的40Ar。
氬氣（Ar），是一種，存在於大多數岩石樣品中，這對於年代學有很大的幫助：因為他不會和岩晶中的其他原子結合。當40K（鉀-40）衰變成40Ar（氬氣）後，其原子會保存於岩石晶格內，因為它的直徑比在礦物晶體的其它原子之間的鍵結還要長。但當壓力或溫度的產生變化時，像是熔融岩漿狀態下，由於大多數岩石晶體融化，所以40Ar原子會逃逸出去，而大部分的40Ar岩漿冷卻重新變成固體岩石之前，不會再被岩石晶體捕獲。岩漿的重新結晶後，下一輪的40K衰變又會重新開始，而40Ar將再次累積，產生出來後又被困在礦物晶體中。所以測量40Ar原子的數量可以被用於計算從岩石樣本凝固至今的時間量。

## 衰變方程式
{\displaystyle t={\frac {t_{\frac {1}{2}}}{\ln(2)}}\ln \left({\frac {K_{f}+{\frac {Ar_{f}}{0.109}}}{K_{f}}}\right)}
- {\displaystyle t} = 流逝時間
- {\displaystyle t_{\frac {1}{2}}} = 鉀-40的半衰期 （1.248×109年）
- {\displaystyle K_{f}} = 留在樣本中的鉀-40原子數量
- {\displaystyle Ar_{f}} = 留在樣本中的氬氣原子數量（按: 10.9％的鉀-40衰變成氬氣）